# Hylaios (Kentaur)

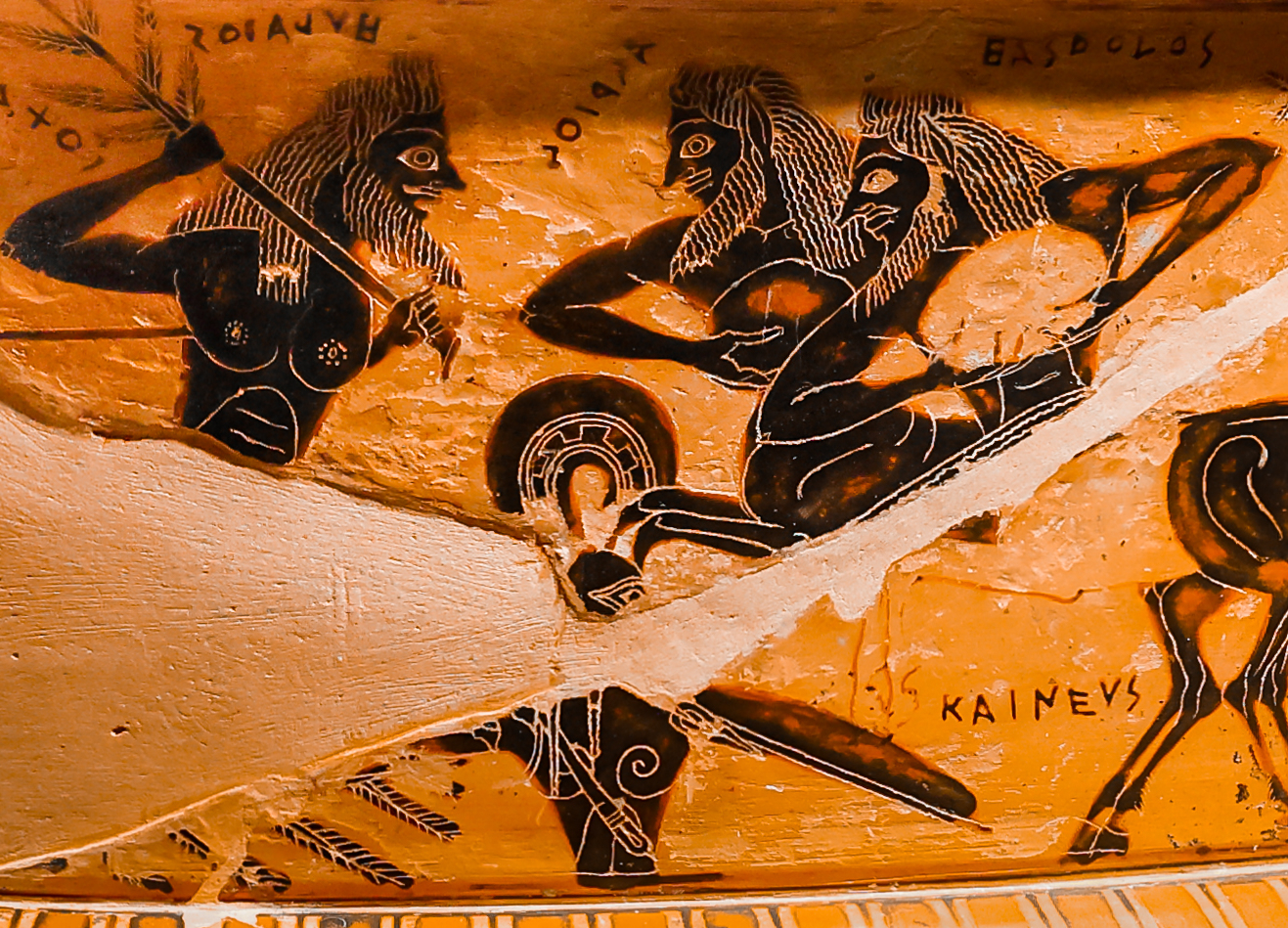
Françoisvase 6. Jh. v. Chr.: Hylaios oben links attackiert den Kaineus unten.

Hylaios ist ein Kentaur der griechisch-römischen Mythologie. In der ältesten Darstellung und Namensnennung auf der Françoisvase nimmt er an der Kentauromachie teil. Später taucht er auch in anderen Mythen auf, in denen er meistens den Tod findet. Er ist wohl identisch mit dem Kentauren Hyles bei Ovid.

## Name
Hylaios, griechisch Ὑλαῖος, Hylaíos oder Ὕλαιοσ, Hýlaios, lateinisch Hylaéus, deutsch auch Hylä́us, ist das substantivierte Adjektiv ὑλαῖος, hylaíos, waldig, im Walde lebend, heißt also der Waldbewohner oder Waldmann. Der etymologische Kern ist ὕλη, der Wald. Der Name ist typisch für die Kentauren, leben sie doch in den Wäldern der Gebirge und kämpfen mit herausgerissenen Bäumen und Ästen, siehe Bild.

## Mythen
Die antiken Mythen überliefern verschiedene Schauplätze und Umstände seines Ablebens. Zuerst aufgetaucht in der Kentauromachie, stirbt er fürderhin durch die Hand verschiedener mythologischer Gestalten. Die Mythen sind hier thematisch, im Abschnitt Quellen chronologisch geordnet.

### Kentauromachie
Auf dem Rand der Françoisvase wird er bild- und namentlich (spiegelverkehrt) als Teilnehmer der Kentauromachie dargestellt, siehe Bild. Er attackiert mit einem Ast den im Boden versinkenden Lapithen Kaineus, unterstützt von den Steine werfenden Kentauren Akrios (=Arktos) und Hasbolos (=Asbolos). Kaineus setzt sich mit dem Schild und Lanze (unten rechts) zur Wehr, über dem Kopf mit Auge ragt der Helmbügel empor. „Darüber schwingt ein Kentaur (der Hylaios) mit auffallend großem Kopf, langem, über der Stirn borstig emporstehendem Haar, großem Bart und Satyrohren – drei Erscheinungen, die bei den übrigen Kentauren wiederkehren - im übrigen aber mit äußerst gemütlichem Gesichtsausdruck, durch die (spiegelverkehrte) Beischrift ΣΟΙΑΛYH benannt, einen Baumast auf seinen Gegner. Neben dem Missverhältniss des Kopfes ist besonders noch die verkümmerte Bildung des linken Armes bemerkenswert. Der Pferdeleib fehlt vollständig.“
Vergil verortet ihn in seinen Georgica ebenfalls in der Kentauromachie. Er führt ihn an als Beispiel für die Folgen übermäßigen Weinkonsums und zählt ihn damit zu den Kentauren, die sich auf der Hochzeit des Peirithoos auf die Frauen der Lapithen stürzen („Verbrechen“) und anschließend von diesen niedergemacht werden. Vergil lässt offen, was aus seinem „tödlichem Wüten“ und der Drohgebärde mit dem Trinkbecher wurde, Tod oder Flucht: „Bacchus (Wein) gab zu Verbrechen oft Anlaß; zu tödtlichem Wüthen / zwang er jene Zentauren, den … Hyläos, / der mit dem großen Trinkbecher dort die Lapither bedrohte.“
Auch Horaz versetzt ihn in die Kentaurenschlacht, denn er erwähnt die „Lapithen im Zorn, und den Hyläus voll / lautres (unvermischten) Weins.“ Er zählt ihn also zu den betrunkenen Kentauren, die auf der Hochzeit des Peirithoos ihr Verhalten nicht mehr unter Kontrolle haben und die Lapithenfrauen sexuell bedrängen.

### Atalante
Kallimachos hebt die Bogenkunst Atalantes hervor und schickt Hylaios zusammen mit dem Kentauren Rhoikos in die Unterwelt: „Nicht von Hylaios hoff’ ich, und nicht von dem törichten Rhoikos, / dass sie, obgleich voll Grimmes, in Hades’ Reich (Totenreich) die Schützin (Atalante) / tadeln …“
Hylaios ist „voll des Grimmes“, weil er von Atalante getötet wurde, doch trotzdem sollte er ihre Jagdkunst anerkennen.
In Weiterführung des Kallimachos erzählt Apollodor die Vorgeschichte von Hylaios' Untergang, auch hier wieder ein für die Kentauren typischer Verwaltigungsversuch: „Als Atalante erwachsen war, sucht sie eine Jungfrau zu bleiben, und brachte ihr Leben in einer Einöde mit Jagen und unter Waffen zu. Die Kentauren Rhökus und Hyläus versuchten es zwar, sie mit Gewalt zu ihrem Willen zu bringen, allein sie wurden von ihr mit Pfeilen geschossen und büßten ihr Leben ein.“

### Herakles
In Vergils Aeneis ist Aeneas zu Gast beim König Euander. Auf einem Festmahl zu Ehren des Herakles besingt ein Chor dessen Heldentaten, darunter auch die Eliminierung des Hylaios: „Du (Herakles) hast …  die Doppelgestalten (Kentauren), den Hylaeus und den Pholus … mit der Hand bestraft (erschlagen).“
Servius will Vergil korrigieren und bemerkt, ohne dafür eine Quelle zu nennen, dass nicht Herakles, sondern „Theseus den Hylaios getötet hat.“ Dieses Treffen könnte stattgefunden haben, da beide, Theseus und Hylaios, an der Kentauromachie teilnahmen.

### Nonnos' Dionysiaka
Nonnos löst sich von den klassischen Rollen des Hylaios und versetzt ihn in Dionysos’ Feldzug nach Indien (Dionysiaka), wo er umkommen wird. Denn es kommt zur Schlacht mit dem Inderkönig Deriades und dessen Onkel Orontes. Letzterer greift die „Doppelwesen“, darunter auch Kentauren, in Dionysos’ Heer an: „… Mit sturmbeflügelter Sohle / rannte rasend der Eidam (Onkel) des Königs Deriades vorwärts, / auf die Kentauren erhob er (Orontes) einen sausenden Felsbrock und erlegte Hylaios …“